# Adams County (Idaho)
Adams County is een county in de Amerikaanse staat Idaho.
De county heeft een landoppervlakte van 3534 km² en telt 3476 inwoners (volkstelling 2000). De hoofdplaats is Council.

## Foto's

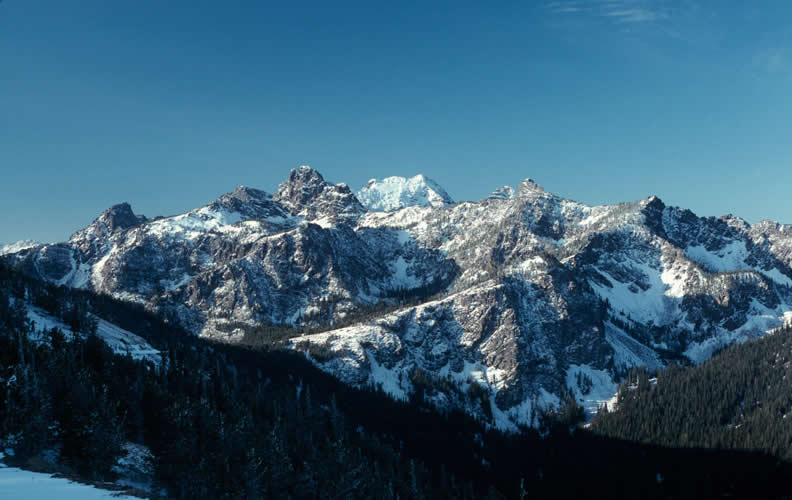
Seven Devils